# Гильберт, Уильям
Уи́льям Ги́льберт (англ. William Gilbert, фамилия иногда записывалась как Gilberd, 24 мая 1544, Колчестер, графство Эссекс — 30 ноября 1603, Лондон) — английский физик и медик, придворный врач Елизаветы I и Якова I. Изучал магнитные и электрические явления, первым ввёл термин «электрический».

## Биография
Уильям Гильберт родился в мае 1544 года в Колчестере в семье Джерома и Элизабет Гильберт. Его отец был рикордером (мировым судьёй) Колчестера. Семья Гильбертов была зажиточной, и Уильям получил хорошее медицинское образование. В 1561 году он окончил бакалавриат в колледже Святого Иоанна в Кембридже, в 1564 году получил степень магистра и в 1569 году — доктора медицины. Утверждения некоторых авторов о том, что Гильберт обучался также в Оксфорде, документально не подтверждаются.
По окончании учёбы Гильберт предпринял длительную поездку на континент — по всей вероятности, в Италию. В 1573 году он поселился в Лондоне, в районе Сент-Питерс-Хилл, вскоре после этого стал членом Королевского колледжа врачей и открыл медицинскую практику, ставшую популярной в аристократических кругах. На протяжении большей части 1580-х годов занимал пост цензора Королевского колледжа врачей, девять лет был его казначеем, а в 1600 году занял пост президента.
В 1601 год Гильберт был назначен лейб-медиком королевы Елизаветы, а после её смерти в 1603 году получил ту же должность при новом короле Якове I. Однако менее через год он и сам скончался, вероятно, во время эпидемии чумы. Будучи холостяком, завещал Королевскому колледжу врачей свои книги, инструменты и коллекцию минералов, погибшие затем в Великом лондонском пожаре 1666 года.

## Научная деятельность
Как практикующий врач, Гильберт проявлял интерес к химии. Он также интересовался астрономией, изучил практически всю доступную литературу о планетах и был ведущим пропагандистом идей Коперника и Джордано Бруно в Англии. В частности, он поддерживал мнение Коперника о том, что Земля непрерывно вращается вокруг своей оси, а также о том, что неподвижные звёзды расположены от неё на разном расстоянии. Вопрос о силе, удерживающей планеты на постоянных орбитах, он рассматривал в своём основном труде (см. ниже). Высказывавшиеся Гильбертом идеи в свою очередь оказали влияние на Кеплера.
Неизвестно, что именно послужило причиной пробуждения интереса Гильберта к магнетизму. Возможно, влияние оказал тот факт, что в его время толчёный магнит прописывался в качестве слабительного. О физиологическом воздействии намагниченного железа сам учёный писал: «возвращает красоту и здоровье девушкам, страдающим бледностью и дурным цветом лица, так как оно сильно сушит и стягивает, не причиняя вреда».
Вне зависимости от причин, магнетизм (а также электричество) стали центральной темой научных изысканий Гильберта, через 17 лет завершившихся изданием в 1600 году шеститомного трактата De magnete, magneticisque corporibus et de Magno Magnete Tellure (с лат. — «О магните, магнитных телах и большом магните — Земле»), быстро ставшего основной работой в Европе, посвящённой магнетизму и электричеству; позже английский поэт Джон Драйден написал о нём: «Гильберт будет жить, пока не перестанут притягивать магниты» (англ. Gilbert shall live till loadstones cease to draw).
В своём труде Гильберт впервые разделил собственно магнетизм и так называемый «эффект янтаря» (в современной терминологии — статическое электричество) и ввёл в оборот само прилагательное «электрический» (electricus) (от греческого названия янтаря — «электрон», греч. ἤλεκτρον). Создав первый в мире электроскоп, который сам исследователь назвал «версор», он показал, что при натирании способность притягивать лёгкие предметы приобретает не только янтарь, но и ряд других материалов, которым он дал название «электрические тела» (алмаз, сапфир, стекло, сургуч, опал, аметист, горный хрусталь, сера, каменная соль и прочие). Гильберт описал явление утечки электричества во влажной атмосфере и уничтожение статического электричества в огне, изолирующие свойства некоторых материалов и экранирующее действие ткани, бумаги и металлов.
В рамках опытов с естественными магнитами Гильберт продемонстрировал, что при разделении куска намагниченного железа на части каждая из них сама образует двухполюсный магнит, а также, что полюсы, которые он назвал одноимёнными, отталкиваются, а разноимённые — притягиваются. Им было показано, что железные предметы под влиянием магнита сами приобретают магнитные свойства, а сила магнита при тщательной обработке поверхности возрастает. Гильберту также удалось опровергнуть миф о том, что на работу компаса может повлиять чеснок. Не сумев объяснить природу магнетизма, он писал о «душе́» магнита, определяющей его поведение.
В своём трактате Гильберт предложил первое научное объяснение того факта, что стрелка компаса всегда указывает на север. Проводя опыт с обработанным в виде шара куском магнетита (который он называл «террелла» — от лат. Terra, «Земля»), он продемонстрировал, что помещённый на него компас ведёт себя так же, как при использовании для ориентирования в море. На этом основании Гильберт впервые выдвинул гипотезу о том, что Земля является гигантским магнитом, магнитные полюсы которого могут совпадать с географическими полюсами. Опираясь на эти выводы, он предположил также, что планеты удерживаются на своих орбитах вокруг Солнца некой магнитной силой.
Помимо своего основного труда, Гильберт участвовал в подготовке издания первой лондонской «Фармакопеи», увидевшей свет уже после его смерти. В 1651 году в Амстердаме младший сводный брат Гильберта опубликовал ещё две его ранее не изданных рукописи под общим названием De Mundo Nostro Sublunari Philosophia Nova (с лат. — «Новая философия нашего подлунного мира»), однако эта работа, в отличие от трактата «О магните», не оказала значительного влияния на научное сообщество.

## Память
В 1964 году Международный астрономический союз присвоил имя Гильберта кратеру на видимой стороне Луны.
В честь Уильяма Гильберта названа единица измерения магнитодвижущей силы в системе СГС — гильберт (обозначение: Гб, Gi).